# Roques Feres
Les Roques Feres és una muntanya de 1.967 metres que es troba al municipi de Ger, a la comarca de la Baixa Cerdanya.